# Ченг'о корона
Ченг'о корона је масивна корона на површини планете Венере. Налази се на координатама 2,0° северно и 5,0° западно (планетоцентрични координатни систем +Е 0-360). Са пречником од 1.060 км друга је по величини корона на површини ове планете (после Артемидине короне). 
Налази се готово на екватору, северно од области Алфа и јужно од области Ејстли, односно југоисточно од висоравни Гиневер планитиа.
Корона је име добила по кинеској богињи месеца Ченг'о, а име короне утврдила је Међународна астрономска унија 1994. године.